# Aa hieronymi
Aa hieronymi är en orkidéart som först beskrevs av Célestin Alfred Cogniaux, och fick sitt nu gällande namn av Rudolf Schlechter. Aa hieronymi ingår i släktet Aa och familjen orkidéer. Inga underarter finns listade i Catalogue of Life.